# Сава (митрополит Галицький)
Сава (дата народження та смерті невідомі) — православний церковний діяч XIV століття, митрополит Галицький. Його діяльність припадає на період остаточного підпорядкування Галицької митрополії Київській митрополії з резиденцією в Москві.

## Біографія
Інформація про походження Сави та його діяльність до висвячення на митрополита відсутня в доступних джерелах. Його призначення відбулося після усунення з посади митрополита Івана (Йоана), який не був визнаний Константинопольським патріархатом. У 1401 році Сава був поставлений на Галицьку митрополичу кафедру, однак того ж року був позбавлений сану на соборі в Москві з ініціативи київського митрополита Кипріана.
Після усунення Сави Галицька митрополія фактично припинила своє існування як окрема церковна провінція. З 1414 року Галицька єпархія була перетворена на намісництво, предстоятелем якого був не єпископ, а намісник Київського митрополита.